# Dasineura astericola
Dasineura astericola är en tvåvingeart som först beskrevs av Jean-Jacques Kieffer 1909.  Dasineura astericola ingår i släktet Dasineura och familjen gallmyggor.
Artens utbredningsområde är Ungern. Inga underarter finns listade i Catalogue of Life.